# Chaerul Saleh

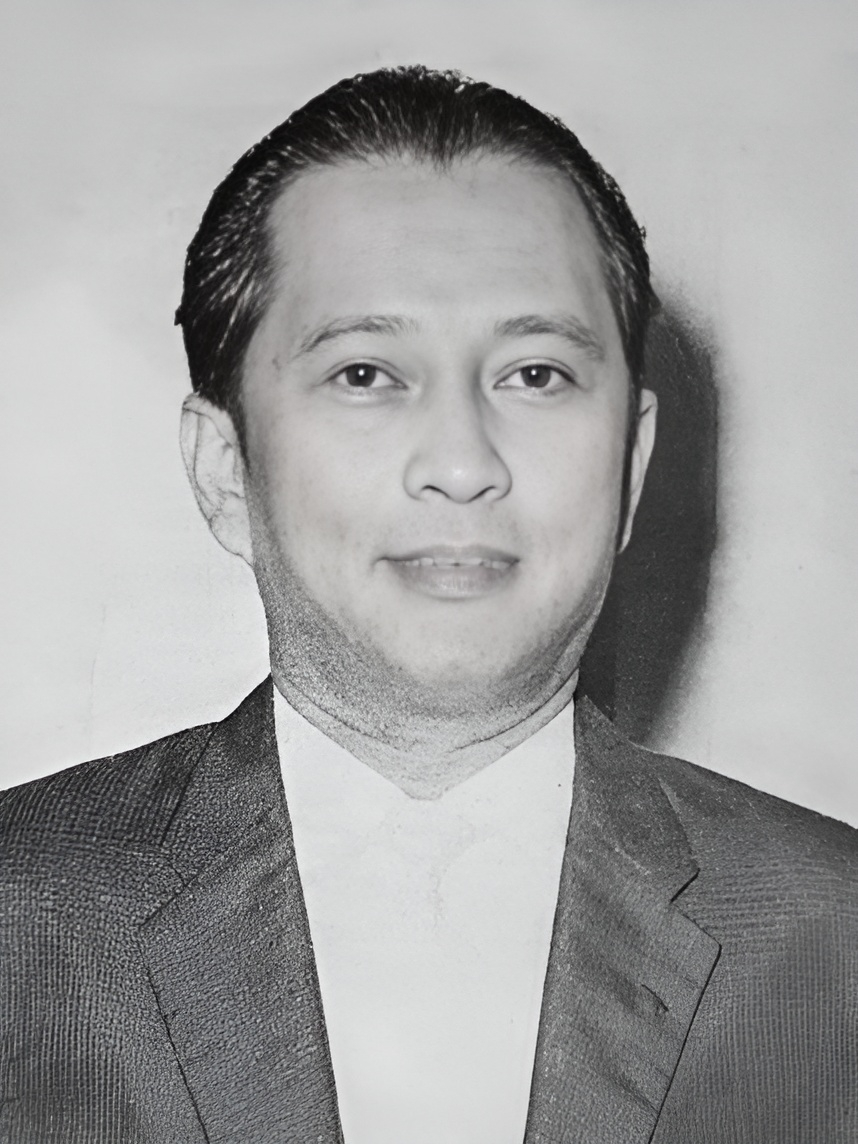
Chaerul Saleh

Chaerul Saleh (Geburtsname: Chaerul Saleh Datuk Paduko Rajo; * 13. September 1916 in Sawahlunto, Sumatra Barat, Niederländisch-Indien; † 8. Februar 1967 in Jakarta) war ein indonesischer Politiker, der maßgeblich an der Indonesischen Unabhängigkeitserklärung beteiligt war. Später war er unter anderem zwischen 1959 und 1966 Minister für Entwicklung sowie Minister für Grundstoffindustrie und Bergbau. Zugleich war er von 1960 bis 1966 Präsident der Beratenden Volksversammlung (Majelis Permusyawaratan Rakyat) sowie zwischen 1963 und 1966 Dritter Stellvertretender Ministerpräsident. Er war ferner Ehrengeneral (Jenderal Kehormatan) der Streitkräfte Indonesiens TNI (Tentara Nasional Indonesia).

## Leben

### Studium, Unabhängigkeitskämpfer und Unabhängigkeitserklärung
Chaerul Saleh besuchte zunächst die Volksschule (Sekolah Rakyat) in Medan und danach zwischen 1924 und 1931 die Volksschule in Bukittinggi. Nachdem er zwischen 1931 und 1937 die Höhere Bürgerschule HBS Hogereburgerschool in Medan besucht hatte, begann er 1937 ein Studium an der Juristischen Fakultät der Universität Indonesia in Jakarta und schloss dieses 1942 ab. Während des Studiums war er zwischen 1940 und 1942 Vorsitzender der Indonesischen Studentenvereinigung und wurde nach der japanischen Besetzung zunächst Mitglied des Seinendan-Komitees sowie Mitglied der von der japanischen Besetzungsmacht gebildeten Indonesischen Jugendkräfte. Später schloss er sich jedoch der antijapanischen Widerstandsbewegung an und engagierte sich für die Unabhängigkeit Indonesiens. Er schloss sich dem von Sukarno geführten Zentrum für Volksmacht PUTERA (Pusat Tenaga Rakyat) und Barisan Pelopor an, wo er auch andere führende Persönlichkeiten der Unabhängigkeitsbewegung wie Mohammad Hatta, Ki Hadjar Dewantara und Mas Mansoer kennen lernte. Er beteiligte sich zusammen mit seinen Freunden aktiv an den Vorbereitungen für die Verkündigung der indonesischen Unabhängigkeit. 

Sukarno, zwischen 1945 und 1967 erster Präsident von Indonesien, wurde von Chaerul Saleh und anderen Nachwuchspolitikern 1945 entführt, um die Unabhängigkeitserklärung Indonesiens voranzutreiben.

Zusammen mit Wikana, Soekarni und mehreren anderen Jugendlichen entführte Chaerul Saleh Sukarno und Mohammad Hatta in Rengasdengklok, um die beiden führenden Politiker zu drängen, die Unabhängigkeitserklärung Indonesiens nach der Niederlage Japans gegen die Alliierten im August 1945 unverzüglich zu erklären und umzusetzen. Er schloss sich am 4. und 5. Januar 1946 der von Tan Malaka in Surakarta ins Leben gerufenen Union des Kampfes PP (Persatuan Perjuangan) an, die am 15./16. Januar 1946 formell gegründet wurde. Das Hauptprogramm der PP besteht darin, Verhandlungen ohne eine Einhundertprozentige Anerkennung der Unabhängigkeit abzulehnen. Zu dieser Zeit wurde die PP vom Zentralen Indonesischen Nationalkomitee KNIP (Komite Nasional Indonesia Pusat) und anderen Massenorganisationen unterstützt. In der KNIP-Sitzung in Surakarta vom 28. Februar bis 2. März 1946 lehnte das KNIP die Politik von Premierminister Sutan Syahrir ab, der dazu neigte, mit den Niederlanden zu verhandeln, wobei die Ergebnisse für Indonesien nachteilig waren. Infolgedessen fiel die Unterstützung für das Kabinett Syahrir. Die PP erwartete die Ernennung von Tan Malaka zum Premierminister. Adam Malik beantragte die Übergabe des Amtes des Premierministers an Tan Malaka, was jedoch von Sukarno abgelehnt wurde. Tatsächlich ernannte Sukarno jedoch Syahrir erneut zum Premierminister, der am 12. März 1946 sein zweites Kabinett gebildet hatte, indem einige der Ansichten der Union des Kampfes in Frage gestellt wurden.
Die Union des Kampfes blieb jedoch in der Opposition. Am 17. März 1946 wurden mehrere politische Persönlichkeiten, hauptsächlich aus der Union des Kampfes, festgenommen und inhaftiert. Dazu gehörten neben Chaerul Saleh auch Tan Malaka, Sukarni, Abikoesno Tjokrosoejoso, Mohammad Yamin, R. Soeprapto und Wondoamiseno. Die PP wurde am 4. Juni 1946 aufgelöst, aber Tan Malakas Anhänger setzten die Opposition fort. Am 26. Juni 1946 entführten die Anhänger von Tan Malaka Premierminister Syahrir. Am 3. Juli 1946 wurde Sukarno gezwungen, eine Regierung nach dem PP-Konzept zu bilden. Sukarno rührte sich jedoch nicht und ernannte Syahrir immer noch zum Premierminister, der am 2. Oktober 1946 sein drittes Kabinett bildete. Dann trat das Syahrir-Kabinett am 10. November 1946 im südlichen Cirebon dem Linggarjati-Abkommen bei, wobei es von der Kommunistischen Partei Indonesiens PKI (Partai Komunis Indonesia), der Indonesischen Sozialistischen Jugend PESINDO (Pemuda Sosialis Indonesia), der Versammlung Indonesischer Bauern BTI (Barisan Tani Indonesia), der  Volksarmee (Lasykar Rakyat), der Arbeiterpartei (Partai Buruh), der Indonesischen Christlichen Partei PARKINDO (Partai Kristen Indonesia) und der Katholischen Partei (Partai Katolik) unterstützt wurde. Andererseits lehnten der Konsultativrat der Muslime Indonesiens MASYUMI (Majelis Syuro Muslimin Indonesia), die Indonesische Nationalpartei PNI (Partai Nasional Indonesia), die Frauenpartei (Partai Wanita), die Junge Kommunistische Kraft ACOMA (Angkatan Comunis Muda), die Indonesische Volkspartei PARI (Partai Rakyat Indonesia), die Westjavanische Volksarmee (Laskar Rakyat Jawa Barat) und die Volkspartei Jelata (Partai Rakyat Jelata) die Unterstützung der Regierung Syahrir ab. Neutral verhielt sich lediglich der Zentralrat des Jugendkongresses (Dewan Pusat Kongres Pemuda) um die Einheit dieses Bundes nicht zu gefährden.

### Sekretär der GRR und Indonesischer Unabhängigkeitskrieg

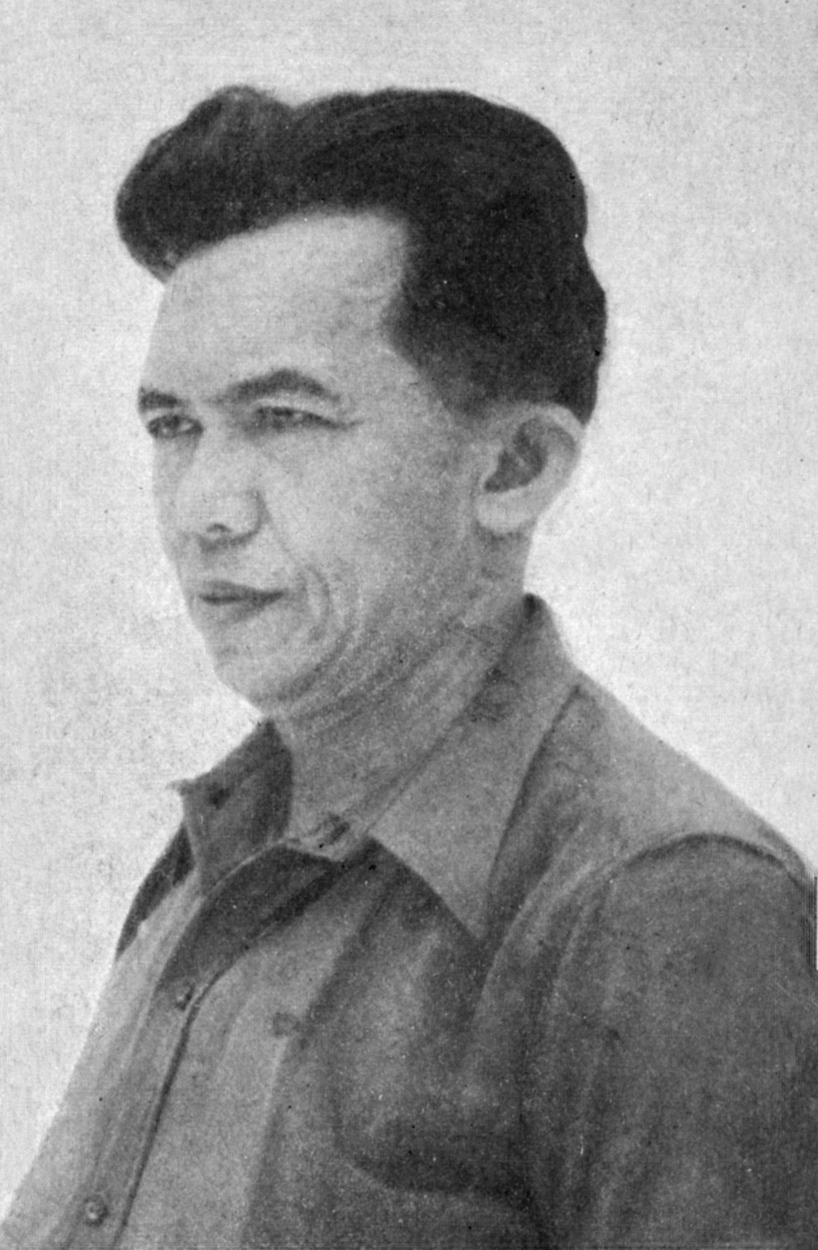
Tan Malaka, Gründer der Revolutionären Volksbewegung GRR (Gerakan Rakyat Indonesia), deren Sekretär Chaerul Saleh war.

Am 27. Juni 1947 trat Syahrir zurück und wurde am 3. Juli 1947 durch Amir Sjarifoeddin ersetzt. In weniger als einem Jahr fiel Amir Syarifuddins Kabinett aufgrund des sogenannten Renville-Abkommens. Am 23. Januar 1948 trat Amir zurück, woraufhin an seiner Stelle am 31. Januar 1948 das Kabinett von Mohammad Hatta gebildet wurde. Hatta bemühte sich, eine Koalition zu bilden. Er bot dem linken Flügel drei Ministerposten an, der jedoch vier Ministerämter, einschließlich des Verteidigungsministers, forderte. Hatta lehnte dies ab und gab dem linken Flügel schließlich nur einen Ministerposten in Person von Supeno als Minister für Entwicklung und Jugend. Die übrigen Ministerämter wurden von Mitgliedern von MASYUMI, PNI, PARKINDO und der Katholischen Partei besetzt. In der Zwischenzeit widersetzte sich Amir Syarifuddin, indem er die Demokratische Volksfront FDR (Front Demokrasi Rakyat) gründete. Als Ausgleich für die FDR ließ Soekarno am 3. Juli 1948 Tan Malaka frei. Tan Malaka und seine Anhänger gründeten am 6. Juni 1948 die Revolutionäre Volksbewegung GRR (Gerakan Rakyat Indonesia) unter der Führung von Moewardi als Vorsitzender, Syamsu Harya Udaya als stellvertretender Vorsitzender und Chaerul Saleh als Sekretär.

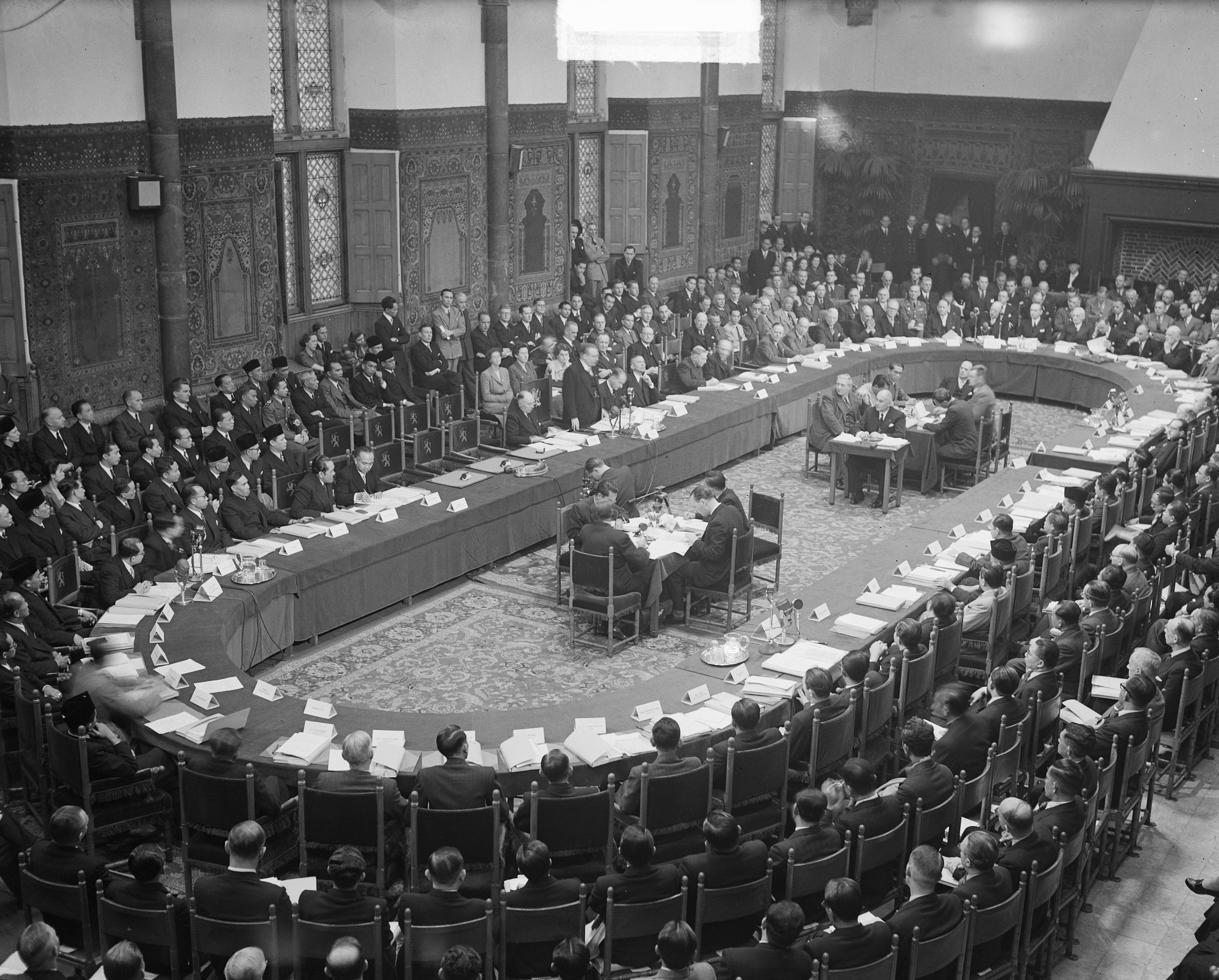
Vom 23. August bis zum 2. November 1949 fand in Den Haag die Niederländisch-Indonesische Konferenz KMB (Konferensi Meja Bundar) statt, mit deren Ergebnis Chaerul Saleh nicht einverstanden war.

Am 13. September 1948 wurde Moewardi von der PKI entführt und getötet. Zwischen Barisan Banteng (pro GRR) und Pesindo (pro FDR) brach ein Krieg aus. Am 17. September wurde Oberst Gatot Subroto zum Militärgouverneur von Surakarta, Madiun, Semarang und Umgebung ernannt. Gatots Befehl, die Schießerei am 18. September 1948 einzustellen, war wirkungslos, da die PKI unter der Führung von Manowar Musso weiter rebellierte. Dann, nachdem die PKI niedergeschlagen worden war, führte die GRR ein politisches Manöver durch. Mohammad Yamin befürwortete die Bildung einer Regierung auf der Grundlage einer auf religiöser, nationalistischer und sozialistischer Grundlage basierenden dreifachen Plattform, um die Unterstützung der Bevölkerung zu erlangen. Der GRR wurde ebenfalls konsolidiert. Am 3. Oktober 1948 fusionierte die GRR mit der Volkspartei, der Djelata-Volkspartei (Partai Rakyat Djelata), der Freien Arbeiterpartei (Partai Buruh Merdeka), der ACOMA und den Volksfrauen zur Mruba Partai genannten Partei der Proletarier (Partai Musyawarah Rakyat Banyak). Chaerul Saleh war neben Adam Malik, Sukarni, Prijono und anderen eine der Persönlichkeiten, die der Murba-Partei beigetreten sind. Als während des indonesischen Unabhängigkeitskrieges die niederländische militärische Aggression II im Dezember 1948 begann, schlossen sich Saleh in West-Java, Sukarni in Yogya und Zentral-Java, Tan Malaka in Ost-Java sich dem Bataillon von Major Sabaruddin an. Der Vorsitzende Saleh führte zusammen mit der Siliwangi-Division einen langen Marsch von Yogyakarta nach Karawang und Sanggabuana durch. Anschließend trat er am 17. August 1949 der National Army Division unter der Führung von Oberstleutnant Wahidin Nasution  bei.
Da Chaerul Saleh mit dem Ergebnis der Niederländisch-Indonesischen Konferenz KMB (Konferensi Meja Bundar), die vom 23. August bis zum 2. November 1949 in Den Haag stattfand, nicht einverstanden war, floh er mit anderen Mitgliedern der Einheit, die den Zwischenfall in Süd-Banten verursacht hatte, von Jakarta nach Banten. Im Februar 1950 wurde er festgenommen und blieb bis 1952 inhaftiert, weil er gegen das Gesetz der indonesischen Regierung verstoßen hatte.

### Minister, Präsident der Beratenden Volksversammlung und Machtverlust

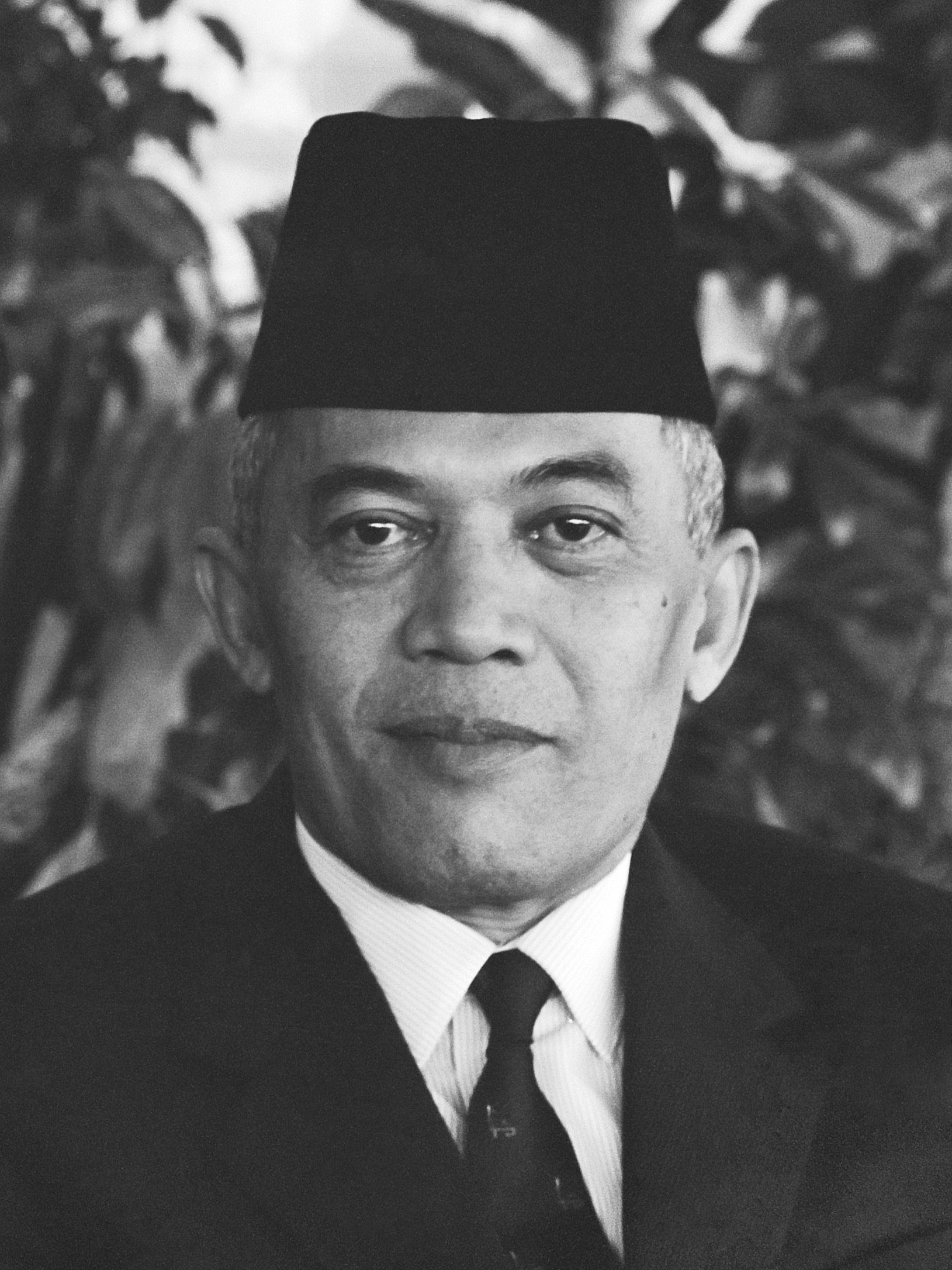
Abdul Haris Nasution wurde 1966 Nachfolger von Chaerul Saleh als Präsident der Beratenden Volksversammlung (Majelis Permusyawaratan Rakyat).

Nach seiner Freilassung wurde Chaerul Saleh von Sukarno in die Bundesrepublik Deutschland entsandt, wo er zwischen 1952 und 1955 sein Studium an der Juristischen Fakultät der Rheinischen Friedrich-Wilhelms-Universität Bonn fortsetzte. In Deutschland brachte er indonesische Studenten zusammen und gründete die Vereinigung Indonesischer Studenten PPI (Perhimpunan Pelajar Indonesia). Bei den Wahlen zur Verfassunggebenden Versammlung (Konstituante) am 15. Dezember 1955 gewann die Murba-Partei nur zwei der 257 zu wählenden Sitze. In der darauf folgenden Ära der „Gelenkten Demokratie“ (Demokrasi Terpimpin) öffneten sich die Möglichkeiten für die Partai Murba wieder, da Sukarno sie als Gegengewicht zur Position der PKI brauchte. Präsident Sukarno nahm am fünften Kongress der Murba-Partei im Dezember 1955 teil. 
Im Dezember 1956 wurde Saleh stellvertretender Vorsitzender der Veteranenlegion (Legiun Veteran). Die führenden Persönlichkeiten der Partei traten dann am 9. April 1957 schließlich in die Regierung von Präsident Sukarno und des Ersten Minister Djuanda Kartawidjaja ein. Chaerul Saleh wurde Staatsminister für Veteranenangelegenheiten (Menteri Negara Urusan Veteran) und Prijono Minister für Bildung und Kultur. Am 10. Juli 1959 wurde er im Arbeitskabinett I (Kabinet Kerja I) schließlich Koordinierender Minister für Entwicklung (Menteri Koordinator Pembangunan) sowie Minister Grundstoffindustrie und Bergbau (Menteri Perindustrian Dasar dan Pertambangan) und bekleidete diese Ämter auch in den Arbeitskabinetten II, III und IV sowie im Kabinett Dwikora I bis zum 18. März 1966. 1960 wurde er ferner erster Präsident der Beratenden Volksversammlung (Majelis Permusyawaratan Rakyat), des aus Repräsentantenhaus DPR (Dewan Perwakilan Rakyat) und Regionalen Repräsentantenrat (Dewan Perwakilan Daerah) bestehenden Zweikammerparlaments. 
Im Arbeitskabinett IV (Kabinet Kerja IV) und Kabinet Dwikora I war er zudem zwischen dem 13. November 1963 und dem 18. März 1966 Dritter Stellvertretender Ministerpräsident (Wakil Perdana Menteri III) und damit nach Subandrio und Johannes Leimena Vertreter von Sukarno im Amt des Regierungschefs. Er war ferner Ehrengeneral (Jenderal Kehormatan) der Streitkräfte Indonesiens TNI (Tentara Nasional Indonesia) und erhielt von der Hasanuddin-Universität einen Ehrendoktor der Sozialwissenschaften.
Im Zuge der Konfrontasi genannten Konfrontation mit dem Nachbarland Malaysia seit 1963 und dem durch die Bewegung 30. September G30S/PKI (Gerakan September Tiga Puluh) 1965 unternommenen Putschversuch gegen Sukarno verschärfte sich der Konflikt zwischen der Murba-Partei und der Kommunistischen Partei Indonesiens PKI, die zu dieser Zeit an Einfluss gewonnen hatte. Die Murba-Partei baute die Zusammenarbeit mit dem Militär sowie anderen Parteien aus und gründeten eine Agentur zur Unterstützung des Sukarnoismus BPS (Badan Pendukung Soekarnoisme), die allerdings von Sukarno selbst aufgelöst wurde. In der Folgezeit kam es Anfang 1965 zur Verhaftung von Sukarni und Syamsudin Chan, zur Suspendierung und schließlich im September 1965 zur Auflösung der Murba-Partei. Dieser wurde vorgeworfen, 100 Millionen US-Dollar von der Central Intelligence Agency (CIA) erhalten zu haben, um Präsident Sukarno zu stürzen. Nach dem Zwischenfall mit der G30S / PKI wurde Chaerul Saleh jedoch von der Regierung festgenommen und starb am 8. Februar 1967 in der Haft. Es gab keine offizielle Erklärung der Regierung zu den Gründen für seine Inhaftierung.